# Блошенко Андрій Олексійович
Андрій Олексі́йович Блошенко — дзюдоїст, майстер спорту України міжнародного класу, дворазовий чемпіон та багаторазовий призер українських національних змагань, срібний призер міжнародних турнірів. Виступав у напівважкій ваговій категорії. Був в складі збірної України. 

## Життєпис
Займався та представляв на змаганнях Школу вищої спортивної майстерності м. Донецьк. Здобував титул Абсолютного чемпіону України з дзюдо в 2011 році. Після переходу на тренерську посаду став найкращим тренером України з дзюдо за підсумками 2014 року. З 2015 року тренує спортсменів, які виступають в російській першості.   